# 飯田舞
飯田舞（英文：Mai Iida， 1984年6月19日—）是日本的創作歌手，主要在關東地區演出 。神奈川縣 茅崎市出身。身高150cm、血型 O型。

## 人物簡介
- 簡介

個性隨興。認為自己的缺點是「情緒化很快」，優點也是「情緒化很快」。經由 USP的關係，演唱多首 Irem股份有限公司的遊戲軟體的主題曲、插曲。此外，也持續替該公司遊戲開發部門員工獨立出來設立的Granzella Inc.提供歌曲。
- 興趣和喜好[1]

喜歡的食物：『巧克力』、『抹茶』、『起司』、『明太子』、『茉莉花茶』。
不喜歡的食物：會苦的食物，目前所知不喜歡的食物有『菜椒』、『紅甜椒粉』、『旱芹』。
喜歡的花：『玫瑰』和『向日葵』。
喜歡的漫畫：『ONE PIECE』和『灌籃高手』。
喜歡的話語：『ありがとう』（謝謝）

## 音樂

### 演奏風格
自己創作詞曲，通常使用鋼琴或電子琴自彈自唱。

### 表演風格
- Live house

通常在Live house的演出，會與其他藝人合作（同一場當中多組藝人表演的形式）。自彈自唱為主，配合打擊樂器輔助演出。有時也會以樂團形式表演，請Bass、A.Guitar、E.Guitar等樂手支援。主要表演場地為四谷天窗.comfort（高田馬場）、恵比壽天窗.switch（惠比寿）、赤坂GRAFFITI（赤坂）、江古田MARQUEE（江古田）等。
- 午餐／晚餐演唱會

除了Live house以外，飯田舞也會在餐廳舉辦演唱會。主要活動地點為新宿navi cafe（新宿），蕎麥處朝日屋（武藏小杉）。入場費是否包含餐點費用，依店的型態而訂。
- 街頭表演、活動演唱

在購物中心或免費的表演空間的表演不收入場費。主要的表演場地有MUZA KAWASAKI GATE PLAZA（川崎）、CROSS STREET（伊勢佐木町）、MrMax湘南藤澤購物中心（藤沢）、Olympic平塚店（平塚）。（其中，如果於CROSS STREET舉辦，則需要支付100日圓以上援助東日本大震災的捐款。(2011年6月現在)）
- 網路電台、直播

飯田舞曾在所屬事務所USP經營的網路電台JAM STATION（meta file形式）節目『Musicパルコール』（每月10日與25日，每月更新兩次）中擔任MC（2015/7/25最終回），不定期參加『茅ヶ崎ＴＶ』(毎週一22時開始O.A.)，該節目於Ustream串流媒體上播送。

## 簡歷・主要活動[3][4]
- 從短期大學畢業後，開始從事創作歌手的活動。
- 2005年4月，組成團體【afternoon tea】。11月，開始個人的歌手活動。

- 2006年9月，獨立製作的迷你專輯CD『ネガイゴト』發售。10月，PS2 遊戲『パチパラ13～スーパー海とパチプロ風雲録～』分別採用『花』、『深呼吸』與『明日へ』作為主題曲與插曲。

- 2007年7月，PS2 遊戲『パチパラ14～風と雲とスーパー海ＩＮ沖縄～』使用『花』作為主題曲，『深呼吸』與『明日へ』作為插曲。10月，神奈川電視台節目『みんなが出るテレビ』在 「YOKOHAMA MUSIC POWER」單元中介紹飯田舞（當月藝人），共分為四次播出（10月16日〜12月18日)）。12月，在神奈川電視台節目『みんなが出るテレビ』的聖誕節特別節目中演出[5]。

- 2008年3月初，發售首張單曲CD「手紙」。5月，PSP遊戲「大力工頭～晚霞木工物語～」採用『Color』作為片尾曲。6月19日，生日當日發售迷你專輯「Baby」。7月，開始個人街頭演唱。8月，於大阪生國魂神社內舉行的24小時電視 「愛心救地球」慈善演唱會中演出。10月9日至12日，東京電玩展2008上在Irem攤位進行「絕體絕命都市３街頭演唱會」。11月，網路電台JAM STATION ch.2的「Musicパルコール」節目開始播送。11月13日， PSP遊戲「戰國紙牌遊戲不如歸大亂」採用『翼』作為片尾曲。

- 2009年3月，於 Kawasaki Street Music BattleⅢ vol.5中演出，獲得特別獎，並且打入Kawasaki Street Music BattleⅢ 2nd stage.vol2 in  Serbian Night。4月 ，PSP遊戲「絕體絕命都市3：步向毀壞的城市與少女之歌」採用『キミの隣りで…』作為主題曲，『忘れない』作為插曲。4月23日，Irem Music發售Irem遊戲主題曲精選輯「キミの隣りで…」。5月 ，在惠比壽天窗.switch舉辦第一次個人專場演唱會。6月，於 Kawasaki Street Music BattleⅢ 2nd stage.vol2 in Serbian Night出演，獲得優秀獎，並打入Kawasaki Street Music BattleⅢ FINAL。7月 ，加開個人演唱會「キミの隣りで…」。

- 2010年2月，在横濱THUMBS UP舉辦第一場由飯田舞企劃的「仰望同一片天空」（暫譯，原文：同じ空を見上げて）系列演唱會，並販售集點卡「飯田舞まいるくらぶカード」以資紀念[6]。4月，在惠比壽天窗switch舉行個人演唱會「仰望同一片天空」＃2。9月16日至19日，在東京電玩展2010的Irem攤位上舉辦「絕體絕命都市4 特別演唱會」。11月，舉辦兩日的秋季個人演唱會「仰望同一片天空」＃3，分別在東京的惠比壽天窗switch（7日）以及橫濱Thumbs Up（22日）演出。12月，參加「厚木Grand Prix Artist 2010」，獲得準Grand Prix。

- 2011年3月，17日於名古屋榮TIGHT ROPE，18日於大阪knave，舉行睽違三年的遠征演唱會。8月，在厚木鮎祭（暫譯，原文：あつぎ鮎まつり）復興支援演唱會中演出。11月29日、30日，東京工藝大學獨立製片團體team.A製作電影「TIME DIVER」在下北澤北澤Town Hall上映。（電影「TIME DIVER」使用『trick』作為形象曲，『会いたい』作為主題曲）

- 2012，3月在橫濱與東京舉辦兩日+1的個人演唱會企劃「仰望同一片天空」＃4。橫濱演唱會於横浜Thumbs Up舉行，10日，白天在惠比壽天窗switch舉行三團同場演唱會，晚上舉辦東京的個人專場演唱會。4月，於(茅崎市)茅崎南部海攤（暫譯，原文：サザンビーチちがさき）湘南祭主要舞台表演。6月17日，釋出睽違3年的新作品，迷你專輯「約束の日」與單曲CD「trick/会いたい」同時釋出。

- 2014年6月，19日 釋出睽違2年的新作品CD，Maxi單曲「My feeling」。
- 2015年6月，20日發表暫停活動。

- 2016年9月，25日恢復演出活動。在赤坂GRAFFITI舉辦個人專場演唱會。10月3日發售第四張單曲CD「Start〜ここから始まる〜」。
- 2017年10月，19日發售第三張迷你專輯CD「ふたりの空」，專輯收錄PS4遊戲「巨影都市」的插曲與片尾曲。
- 2019年6月，23日將於茅崎市民文化會館小音樂廳，舉行個人的第一次音樂廳演唱會（ホールワンマンライブ）[7]。

## 作品

### 樂曲下載・數位發行
- 發行公司：アニメうた王国フル
  - 單曲：『約束の日』　收錄歌曲：「約束の日」
- 發行公司：mero.jpうたフルアニメ
  - 專輯：『約束の日』　收錄歌曲：「約束の日」、「君は君のままで」、「夕立ち」、「ただいま」、「涙のかわりに」
- 發行公司：Granzella Music(實際發行是Amazon Music與其他24家公司)
  - 單曲：「手のひら」(2015/11/10發售，Granzella企業廣告曲・ 2014年愚人節活動ED歌曲)
- 發行公司：Granzella Music
  - 單曲：「ふたりの空」(2017/7/7發售，PlayStation 4「巨影都市」插曲)
- 發行公司：Granzella Music（2021/4/29發售 ，「モノクローム」以及「灯火」皆為遊戲片尾曲）
  - 專輯：『R-Type Final 2 Vocal Mini-Album』　收錄歌曲：「モノクローム」、「灯火」以及去人聲版本各一首，共4首

## 外部連結
- （日文）USP Produce Artist Iida, Mai - 飯田舞公式ホームページ （页面存档备份，存于）
- （日文）まいぶろぐ 飯田舞オフィシャルブログ（アメプロ公式版） （页面存档备份，存于）
- （日文）飯田舞 mini site - 飯田舞オフィシャルブログ（ライブドア版） （页面存档备份，存于）
- （日文）飯田舞的X（前Twitter）
- （日文）飯田舞 MySpace （页面存档备份，存于）
- （日文）飯田舞モバイルサイト （页面存档备份，存于）
- （日文）JAM STATION CH2『 Musicパルコール 』 （页面存档备份，存于）
- （日文）USP HOMEPAGE
- （日文）Granzella Music （页面存档备份，存于）